# Dead to Rights II
Dead to Rights II es un videojuego de disparos en tercera persona desarrollado por Widescreen Games y publicado por Namco para los sistemas PlayStation 2, Xbox y PC. Fue lanzado en América del Norte el 12 de abril de 2005, y en Europa el 28 de octubre del mismo año. Es el segundo juego de la serie Dead to Rights, aunque su historia transcurre antes de los acontecimientos del primer juego.

## Sinopsis
La trama de Dead to Rights II se sitúa unos años antes del primer Dead to Rights. Jack Slate es un joven policía de Grant City que lleva poco tiempo en el departamento. Tiene como compañero a un perro pastor alemán K-9 que responde al nombre de Shadow. Jack recibe una misión de alto riesgo: un importante y distinguido juez de Grant City llamado Alfred McGuffin, amigo del padre de Jack, ha sido secuestrado y se desconoce su paradero. Debido a la afinidad que Alfred tenía con la familia de Jack, éste ha sido el elegido para encontrarle.

## Sistema de juego
En Dead to Rights II el jugador toma parte en un videojuego de acción mucho más directo que en la primera parte, que tenía un desarrollo más cinematográfico. El desarrollo del juego está dividido en zonas llenas de enemigos que el jugador debe ir eliminando para avanzar a la siguiente zona. Puede utilizar armas de fuego para abatirlos y también pelear cuerpo a cuerpo, pero solo cuando el juego lo exige. Como en el anterior, el jugador puede utilizar el tiempo bala para ralentizar la acción y efectuar saltos mientras dispara con máxima precisión y daño, siempre y cuando disponga de energía en el indicador para usar el tiempo bala. 
El perro Shadow tiene una participación mucho más limitada en este segundo juego. Jack puede solicitar su ayuda para eliminar a algún enemigo o recoger algunas armas que están fuera de su alcance, pero solo si dispone de energía para hacerlo (la misma energía para utilizar el tiempo bala).

## Recepción
Dead to Rights II no gozó de buena crítica. En Metacritic posee una puntuación de 51/100 para PlayStation 2, y un 54/100 para Xbox. La revista IGN puntuó al juego con un 6,8/10 con la conclusión "lejos de ser una mejora con respecto al primer juego, parece una versión inferior ya que algunas cosas interesantes han sido eliminadas sin más. Sólo ofrece acción rápida y directa, sin profundidad".